# Tarusskije stranicy
Tarusskije stranicy — almanach, wydany  przez Kałuskie Wydawnictwo Książkowe w 1961 roku.
Choć wydawca wskazał nakład 75 000 egzemplarzy, to faktycznie wydrukowano tylko pierwszy rzut - 31 000 egzemplarzy.

## Wydanie i cenzura
Almanach ukazał się z inicjatywy ówczesnego pracownika Kałuskiego Wydawnictwa Książkowego Nikołaja Panczenki, który zaproponował włączenie do niego najlepszych dzieł, które nie zostały zaakceptowane przez centralne czasopisma i wydawnictwa.
Oficjalnym redaktorem almanachu był pisarz i dramaturg Nikołaj Otten, ale w rzeczywistości był nim  Konstantin Paustowski, który  przygotował książkę z udziałem Panczenki, Ottena, Władimira Koblikowa i Arkadego Steinberga .
Aleksiej Surgakow, sekretarz regionalnego komitetu ds. ideologii, wziął na siebie odpowiedzialność za publikację, pozwalając tekstom nie przechodzić przez moskiewską cenzurę.
Wydanie książki bez uprzedniej cenzury w Moskwie oznaczało wyjście poza granice dopuszczone przez odwilż. Chociaż almanach  nie zawierał krytyki ustroju radzieckiego, to jego publikacja została uznana za błąd na poziomie KC KPZR, redaktor naczelny wydawnictwa został zwolniony, dyrektor otrzymał surową naganę, a Surgakow uwagę.
W konsekwencji wstrzymano wydawanie nakładu i wycofywano już wydane egzemplarze z bibliotek. Kolejne edycje almanachu (planowano wydanie co 2-3 lata) nie odbyły się.

## Zawartość

### Poezja
- 42 wiersze i proza Mariny Cwietajewej z przedmową Wsiewołoda Iwanowa
- 16 wierszy Nauma Korżawina (pierwsza publikacja po zesłaniu)
- Mikołaj Zabołocki
- Borys Słucki
- Dawid Samojłow
- Jewgienij Winokurow
- Nikołaj Panczenko
- Władimir Korniłow
- Arkady Steinberg

### Proza
- nowela Bułata Okudżawy „Bądź zdrowy, uczniu”
- opowiadanie Borisa Baltera „Trzech z tego samego miasta” (w późniejszej wersji – „Do widzenia chłopcy”)
- Konstantin Paustowski „Złota róża” (druga część z rozdziałami o Buninie, Oleszy, Bloku, Ługowskim)
- Władimir Maksimow „Zagospodarowujemy ziemię”
- Nadieżda Mandelsztam (pod pseudonimem N. Jakowlew)
- Frida Wigdorowa
- 3 opowiadania Jurija Kazakowa

### Ilustracje
- obrazy Borysowa-Musatowa

## Drugie wydanie (2003)
W czasach najnowszych w Tarusie postanowiono kontynuować tradycję almanachu.
Redaktorami drugiego numeru byli Nikolaj Panchenko i Nina Białosinska. Wydawcą był międzykontynentalny rosyjski magazyn literacki „Grani”. Almanach miał 508 strony, publikowane utwory były w języku rosyjskim. Drugi numer odziedziczył główną zasadę pierwszego – odkrywać talenty. W książce przedstawiono także diasporę rosyjską, a także materiały archiwalne, spuściznę epistolarną i wspomnienia. Almanach był  ilustrowany akwarelami i rysunkami taruskich  artystów, rzadkimi i nieznanymi dotąd fotografiami.

### Treść
- Od redaktorów: Świetlna plamka Tarusy.
- Doświadczenie portretu grupowego z lat sześćdziesiątych.

Wśród autorów i ich prac opublikowanych w drugim numerze almanachu byli:
- Józef Brodski. Miesiąc w Tarusie.
- Aleksander Sołżenicyn. Podróż wzdłuż Oki.
- Mikołaj Panczenko. Z książki „Wielka schizma”.
- Osip Mandelsztam. Czwarta proza.
- Bułat Okudżawa. Rozdział z powieści „Teatr zniesiony”.
- Z archiwum Warłama Szałamowa.
- Marina Cwietajewa. Poezja.
- Z listów Konstantego Paustowskiego. „Żyliśmy na tej ziemi…”
- Andriej Siniawski. Proces literacki w Rosji.
- Nadieżda Mandelsztam. Mozart i Salieri.
- Jurij Kazakow. Dziennik podróży.
- Jurij Trifonow. Z archiwum pisarza
- Dawid Samojłow. Poezja iflijska.
- Jurij Dombrowski. Ze wspomnień.
- Władimir Korniłow. Rozstanie. Poemat. Do życia artystycznego Tarusy

## Trzecie wydanie (2011)
Redaktorami byli Nikolaj Panczenko i Tatjana Żyłkina. Wydawcą jest międzykontynentalny rosyjski magazyn literacki „Frontiers”. Numer trzeci liczy 346 stron. Zbiór ten został opublikowany pięćdziesiąt lat po pierwszym numerze z 1961 r. 

### Zawartość
- O losach almanachu „Tarusskije stranicy”.
- Dokumenty oznaczone jako „ściśle tajne”. „Tarusskije stranicy” trzydzieści lat później.

Wśród autorów i ich prac opublikowanych w trzecim, jubileuszowym numerze byli:
- Nikołaj Panczenko. „Słowo o wielkim Staniu”.
- Paweł Antokolski o Marinie Cwietajewej. „... Przeszłość dopiero nadejdzie”.
- Jurij Kariakin. „Z piededełkinskiego dziennika".
- Bełła Achmadulina. „Droga do Parszina, potem - do Tarusy”. Wiersze.
- Olga Panczenko. Na kałuskim skrzyżowaniu. Esej historyczny.
- Natalia Mieziencowa-Puszkina. Z zapisków prawnuczki A. S. Puszkina.
- Warłam Szałamow. Nieznane strony.
- O. Władimir Zieliński. „Dzieciństwo i królestwo”.
- Sofia Bogatyriewa. „Mój pierwszy samizdat”. Błękitna księga Osipa Mandelsztama.
- Nikołaj Panczenko. „Tarusa-kiełkujące żyto dla rozsądnego, dobrego, wiecznego”…
- Nikołaj Dronnikow. Ze wspomnień.
- Walentyna Botiewa. „... W przeplataniu się słów i oddechów”. Wiersze. Grafika do powieści Michaiła Bułhakowa "Mistrz i Małgorzata".
- Borys Gawriłow. Po Tarusie. Czterdzieści lat od publikacji almamachu „Tarusskije stranicy” (2001).
- Anastazja Cwietajewa. Moja Tarusa

## Odsyłacze
- Artykuł "Tarusskije stranicy" na witrynie www.ruthenia.ru (ros.) [Dostęp 2023-08-28]
- Artykuł "O czasopismach «Litieraturnaja Moskwa» i «Tarusskije stranicy» autorstwa Paustowskiego (ros.) [Dostęp 2023-08-28]
- S. Bajmuchamietow. „Przeklęte dni” Paustowskiego (ros.) [Dostęp 2023-08-28]
- Memorandum do KC KPZR szefa Głównego Zarządu Ochrony Tajemnic Wojskowych i Państwowych w Prasie przy Radzie Ministrów ZSRR P. I. Romanowa (ros.) [Dostęp 2023-08-28]

- Postanowienie Biura Komitetu Centralnego KPZR dla RSFSR „O błędzie Kałuskiego Wydawnictwa Książkowego” (projekt) (ros.) [Dostęp 2023-08-28]